# Alberto Grau

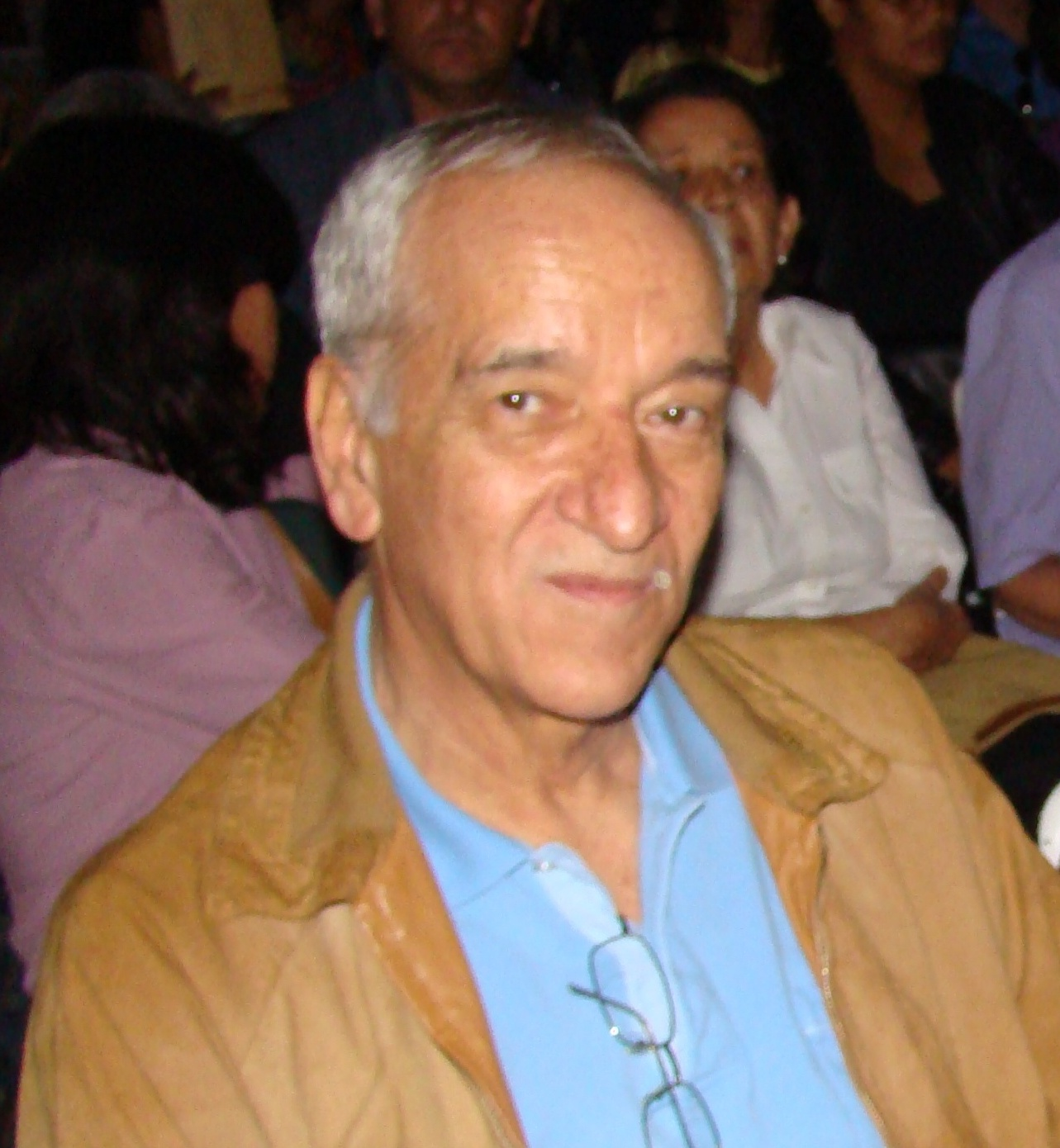
Alberto Grau

Alberto Grau Dolcet, född  7 november 1937 i Barcelona, Spanien, är en venezuelansk tonsättare, pedagog och dirigent. 
Grau är en av de stora drivkrafterna inom körmusiken i Venezuela och Sydamerika och körsång i allmänhet över hela världen. Han grundade Schola Cantorum de Caracas, en internationellt känd venezuelansk kör som vunnit stora framgångar och har upprättat av ett flertal utvecklingsprojekt såsom stiftelsen Movement Cantemos Coral. Han var ordförande för International Federation for Choral Music mellan 1982 och 1996.
Som barn emigrerade han till Venezuela med sin familj, som är bosatt i Caracas. Han inledde sina musikaliska studier vid musikhögskolan "Conservatorio Nacional de Música José Ángel Lamor" och "Escuela de Música Juan Manuel Olivares" i Caracas. Vid dessa skolor bedrev han studier för ledande företrädare för musikutbildningen i Venezuela. Bland hans lärare märks Vicente Emilio Sojo (komposition), Juan Bautista Plaza (musikhistoria, estetik), Ángel Sauce (musikteori, solfège, formlära), Gonzalo Castellanos (orkesterdirigering), Cristina Pereira Vidal (piano), Carmen Teresa Hurtado (sång) och Luis Felipe Ramon y Rivera (musiketnologi). Grau har också studerat för Edgar Willems (Musikkonservatoriet i Genève, Schweiz), Harriet Serr (piano, i Caracas), Robert Fountain (USA) och Bernard Keeffe, Storbritannien.
Under 1959 började han sin lärarbana vid ”Educación Artística, mención Música” och i olika kommunala skolor i Caracas, fram till 1968. 1962 blev han professor i pianospel. Under 1963 var han gästdirigent för kör och orkester vid "Asociación Mozart de Caracas". Han var biträdande dirigent för ”Coral Venezuela” och “Coral YMCA”. 1964 blev han professor i piano vid musikhögskolan ”Juan Manuel Olivares”, en befattning han hade fram till 1970. Under 1966 grundade han "Coral de la Escuela Nacional de Enfermeras", som han ledde fram till 1968. 
Hans tidiga kompositioner från denna period är: Toccata för solopiano (1965); Duérmete apegado i e-moll för fyrstämmig blandad kör (1965), Triptych för mezzosopransolo och piano (1966), Canción de cuna för fyrstämmig blandad kör (1966) och Aria triste för fyrstämmig blandad kör och piano (1967).
Grau har verkat som inspiratör, föreläsare, lärare och dirigent och varit mycket engagerad i sitt hemland och hela den latinamerikanska kontinenten samt i det internationella samarbetet i IFCM och Dirigenter utan gränser.
Grau har komponerat ett hundratal verk, många av dessa är musik för kör. Han har också gjort ett drygt 30-tal skivinspelningar med sina körer.